# Reportergen

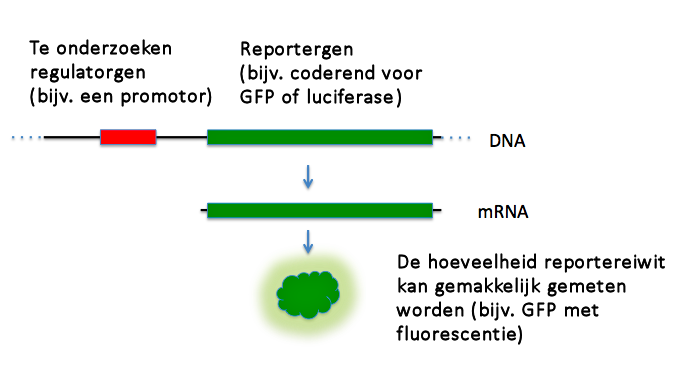
Een diagram van hoe een reportergen wordt gebruikt bij de studie van een regulatorgen

Reportergenen zijn genen die in de moleculaire biologie, genetica en de biotechnologie veel gebruikt worden om de functie van genen, hun expressiepatronen en regelmechanismen te bestuderen. Deze genen coderen voor eiwitten die makkelijk te volgen signalen produceren zoals fluorescentie, luminescentie en enzymatische activiteit. Dit maakt het de onderzoekers mogelijk de cellulaire processen realtime te volgen. Vaak worden reportergenen gekoppeld aan regulerende sequenties die controle uitoefenen over een gen waarin de onderzoekers geïnteresseerd zijn, waardoor ze de promoteractiviteit, de regulatie van transcriptie en de reactiepaden die deel uitmaken van signaaltransductie kunnen analyseren.

## Toepassing
Een gen bestaat uit twee functionele delen: het ene deel is een DNA-sequentie die codeert voor het geproduceerde eiwit en is daarmee de coderende regio. Het andere deel is een specifieke DNA-sequentie die gekoppeld is aan de coderende regio; deze reguleert de transcriptie van het gen en vormt de promotor. Alles wat normaal gesproken de expressie van het natuurlijke gen beïnvloedt, beïnvloedt op dezelfde manier ook de expressie van het reportergen.
Er zijn uiteenlopende toepassingen. Door bijvoorbeeld verschillende promotors aan het reportergen te koppelen kan vergeleken worden welke promotor de optimale expressie van het reportergen bewerkstelligt. Bij genome editing kunnen reportergenen helpen bij het verifiëren van het succes van gedane modificaties.  zoals bijvoorbeeld die met CRISPR-Cas9 of andere bewerkingen. Bij de ontwikkeling van gentherapieën wordt beoordeeld hoe effectief een gen in een doelcel wordt afgeleverd of hoe goed het in vitro of in vivo tot expressie komt.  
De DNA-sequentie van het β-Glucuronidase (GUS)-enzym wordt achter de promotorsequentie van het te onderzoeken gen geplaatst en dan in een plant getransformeerd. Afhankelijk van de aard van de promotor wordt dan in verschillende celtypen, ontwikkelingsstadia of omgevingsfactoren glucuronidase gevormd, dat na toevoeging van het kleurloze X-Gluc een blauwe kleurstof vormt. Hiermee kan men de genexpressie in organen, weefsels en cellen nagaan.

## Voorbeelden
Bekende reportergenen zijn:
| Gennaam        | Genproduct                        | Eigenschap                                                                   |
| -------------- | --------------------------------- | ---------------------------------------------------------------------------- |
| LacZ           | β-galactosidase                   | enzym of histochemisch (geeft blauwkleuring)                                 |
| gusA           | β-Glucuronidase                   | afkomstig uit Escherichia coli, geeft met X-Gluc blauwkleuring               |
| cat            | Chloramphenicol acetyltransferase | Chloramphenicol resistent                                                    |
| neo            | Neomycine fosfotransferase        | G418 resistent                                                               |
| gfp            | Groen fluorescent proteïne        | afkomstig uit Aequorea victoria, geeft fluorescentie                         |
| phoA           | Alkalische fosfatase (AP)         | afkomstig uit Escherichia coli, geeft defosforylering                        |
| Luciferase-gen | Luciferase                        | afkomstig uit Photinus pyralis en Renilla reniformis, geeft bioluminescentie |

## Geschiedenis
Het eerst beschreven reportergen met als product de β-galactosidase maakt deel uit van het lac-operon, een groep gerangschikte genen die cruciaal zijn voor de expressie van het lacZ-gen. Het lac-operon werd in 1960 door Jacques Monod en François Jacob ontdekt, waarvoor zij, samen met André Lwoff, in 1965 de Nobelprijs voor Fysiologie of Geneeskunde ontvingen. 

Hun werk leverde de eerste inzichten over hoe genexpressie wordt gereguleerd in bacteriële cellen en legde de basis voor het begrijpen van genregulatie in alle organismen.